# Naoya Matsumoto
Naoya Matsumoto (japanisch 松本 直也 Matsumoto Naoya; * 30. September 1997 der Präfektur Wakayama) ist ein japanischer Fußballspieler.

## Karriere
Naoya Matsumoto erlernte das Fußballspielen in der Universitätsmannschaft der Tokai Gakuen University. Seinen ersten Profivertrag unterschrieb er im Februar 2020 bei Kamatamare Sanuki. Der Verein aus Takamatsu, einer Großstadt in der Präfektur Kagawa, spielte in der dritten japanischen Liga, der J3 League. Sein Drittligadebüt gab Naoya Matsumoto am 28. Juni 2020 im Heimspiel gegen die U23-Mannschaft von Gamba Osaka. Hier stand er in der Startelf und spielte die kompletten 90. Minuten.